# Internationale Organisatie voor Standaardisatie
De Internationale Organisatie voor Standaardisatie (ISO) is een internationale organisatie die normen vaststelt. De organisatie is een samenwerkingsverband van nationale standaardisatieorganisaties in 163 landen.

## De betekenis van de naam ISO
Om te voorkomen dat de organisatie in elke taal een andere afkorting zou krijgen, heeft de ISO vanaf het begin gekozen voor de aanduiding ISO, afgeleid van het Griekse isos, wat gelijk betekent.

## ANSI
Het ISO werkt veel samen met het International Electrotechnical Commission (IEC). Samen hebben ze bijvoorbeeld het American National Standards Institute (ANSI) opgericht. Veel standaarden worden ook samen ontwikkeld.

## NEN
Het Nederlands Normalisatie-instituut (NEN) is het nationale orgaan dat de ISO-standaarden en Nederlandse uitgaven daarvan in beheer heeft en zorg draagt voor hun ontwikkeling.

## NBN
De belangrijkste taak van het Bureau voor Normalisatie (NBN) is het uitwerken van normen. Het NBN vertegenwoordigt België in Europees verband als lid van het Comité Européen de Normalisation (CEN) en op wereldniveau als lid van de International Organization for Standardization. Het NBN volgde in 2003 het Belgisch Instituut voor Normalisatie (BIN) op.